# Hister dauphini
Hister dauphini är en skalbaggsart som beskrevs av Lewis 1905. Hister dauphini ingår i släktet Hister och familjen stumpbaggar. Inga underarter finns listade i Catalogue of Life.